# Flippas
Flippas är en enzymtyp som katalyserar transversell diffusion i bilaminära lipidmembran, det vill säga vändning från ena till andra sidan av membranet. Fosfolipider kan diffundera lateralt spontant, i hög hastighet, men för att deras polära huvuden ska kunna passera genom membranet behövs hjälp av ett enzym. Detta är viktigt då samtliga fosfolipider syntetiseras på cytoplasmasidan av det endoplasmatiska nätverket, men exempelvis fosfatidylkolin behövs på båda sidor. Detta är en ATP-oberoende process. Däremot kan andra flippaser, med energiförsörjning från ATP, vända över fosfolipiden fosfatidylserin till utsidan av cellmembranet vid stress för att signalera för apoptos.